# Ак-Чин-Вілледж (Аризона)
Ак-Чин-Вілледж (англ. Ak-Chin Village) — переписна місцевість (CDP) в США, в окрузі Пінал штату Аризона. Населення — 884 особи (2020).

## Географія
Ак-Чин-Вілледж розташований за координатами 33°1′11″ пн. ш. 112°4′51″ зх. д. / 33.01972° пн. ш. 112.08083° зх. д. (33.019628, -112.080790).  За даними Бюро перепису населення США в 2010 році переписна місцевість мала площу 27,40 км², уся площа — суходіл.

## Демографія
Згідно з переписом 2010 року, у переписній місцевості мешкали 862 особи в 245 домогосподарствах у складі 189 родин. Густота населення становила 31 особа/км².  Було 256 помешкань (9/км²).
Расовий склад населення:
| - 75,4 % — корінних американців - 2,7 % — білих - 0,6 % — чорних або афроамериканців - 5,2 % — осіб інших рас |

До двох чи більше рас належало 16,1 %. Частка іспаномовних становила 27,5 % від усіх жителів.
За віковим діапазоном населення розподілялося таким чином: 42,2 % — особи молодші 18 років, 53,6 % — особи у віці 18—64 років, 4,2 % — особи у віці 65 років та старші. Медіана віку мешканця становила 23,7 року. На 100 осіб жіночої статі у переписній місцевості припадало 89,9 чоловіків;  на 100 жінок у віці від 18 років та старших — 90,1 чоловіків також старших 18 років.
Середній дохід на одне домашнє господарство  становив 30 393 долари США (медіана — 25 197), а середній дохід на одну сім'ю — 32 839 доларів (медіана — 25 893). Медіана доходів становила 35 865 доларів для чоловіків та 29 821 долар для жінок. За межею бідності перебувало 54,5 % осіб, у тому числі 63,1 % дітей у віці до 18 років та 47,8 % осіб у віці 65 років та старших.
Цивільне працевлаштоване населення становило 308 осіб. Основні галузі зайнятості: публічна адміністрація — 31,2 %, мистецтво, розваги та відпочинок — 17,5 %, сільське господарство, лісництво, риболовля — 14,3 %, освіта, охорона здоров'я та соціальна допомога — 12,7 %.